# 相澤政宏
相澤 政宏（あいざわ まさひろ）は、日本のフルート奏者。東京交響楽団首席フルート奏者

## 略歴
宮城県美里町出身。美里町立小牛田中学校、宮城県古川高等学校を卒業後、東京音楽大学に入学。大学3年在学中に東京交響楽団のオーディションに合格、入団する。1991年日本フルートコンヴェンションコンクール3位入賞。1995年同団首席フルート奏者に就任。以来同団とはソリストとしても度々共演を重ねている。1997年在京オーケストラの若手プレイヤー3人と共にフルートアンサンブル"よっつのふえ"（現"ザ フルート カルテット"に改称）を結成。現在まで7枚のCDをリリースしている。2004年リサイタルを開催、好評を博す。 現在、東京交響楽団首席フルート奏者。東京音楽大学フルート科非常勤講師。"ザ フルートカルテット"メンバー。日本フルート協会代議員。アジアフルート連盟理事。

## 受賞歴
- 1991年　日本フルートコンヴェンションコンクール3位入賞。